# Carl Nielsen (atlet)
 For alternative betydninger, se Carl Nielsen (flertydig). (Se også artikler, som begynder med Carl Nielsen)
Carl Nielsen var en dansk atlet medlem af AIK 95.
Carl Nielsen satte 1929 dansk rekord i spydkast med et kast på 60,18 meter og blev dermed den første dansker over 60 meter. Han vandt det danske mesterskab 1930.

## Danske mesterskaber
- Bronze 1935 Spydkast 58,02
- Bronze 1934 Spydkast 54,90
- Bronze 1933 Spydkast 58,79
- Sølv 1932 Spydkast 59,10
- Sølv 1931 Spydkast 61,36
- Guld 1930 Spydkast 58,30
- Bronze 1929 Spydkast 53,31
- Bronze 1927 Spydkast 51,50